# Vicky Slane
Vicky Slane es una deportista estadounidense que compitió en taekwondo. Ganó una medalla de bronce en el Campeonato Mundial de Taekwondo de 1993 en la categoría de –43 kg.

## Palmarés internacional
| Campeonato Mundial | Campeonato Mundial          | Campeonato Mundial | Campeonato Mundial |
| Año                | Lugar                       | Medalla            | Categoría          |
| ------------------ | --------------------------- | ------------------ | ------------------ |
| 1993               | Nueva York (Estados Unidos) | Medalla de bronce  | –43 kg             |